# Bremische Landesmedienanstalt
Die Bremische Landesmedienanstalt, kurz Brema, ist die Aufsichts- und Lizenzierungsbehörde der Freien Hansestadt Bremen für den privaten Rundfunk. Gegründet wurde die Anstalt am  15. Februar 1989 in Form einer Anstalt des öffentlichen Rechts mit dem Recht der Selbstverwaltung. Die Bremische Landesmedienanstalt ist Mitglied der Arbeitsgemeinschaft der Landesmedienanstalten (ALM).

## Aufgabenbereiche
Im Rahmen ihrer Befugnisse nimmt die Bremische Landesmedienanstalt eine Vielzahl an Aufgaben wahr. So führt sie die Aufsicht über private in Bremen ansässige Fernseh- und Hörfunkanbieter sowie über Anbieter von Telemedien. Sie entscheidet über die Zuteilung von Übertragungskapazitäten und überträgt oder widerruft Zulassungen privater Rundfunkanbieter, sie überwacht die Einhaltung der gesetzlichen Programmgrundsätze, Jugendschutzbestimmungen und Werberegelungen nach den geltenden Vorschriften. Sie legt die Rangreihenfolge von Kabelprogrammen in den Kabelanlagen fest und führt den Bürgerrundfunk in Bremen und Bremerhaven durch. Dies geschieht u. a. durch die Förderung der offenen Kanäle, die seit dem 1. April 2008 als Radioweser.TV firmieren. Zur Erprobung neuer Verbreitungstechniken und Programmformen kann die Bremische Landesmedienanstalt auch zeitlich befristete Genehmigungen für Modellversuche und Pilotprojekte erteilen. Auch obliegt es dem Tätigkeits- und Aufgabenbereich der Brema, die Umstellung von analogem Empfang zu digitalen Empfang zu steuern, wie es etwa bei DVB-T ist. Weitere Aufgabe der Bremischen Landesmedienanstalt ist die Vermittlung von Medienkompetenz.

## Organisation
Aufgrund der Landesgröße verfügt die Landesanstalt über zwei Organe: den Landesrundfunkausschuss und einen Direktor, mit Stand April 2022 Cornelia Holsten. Aufgrund ihrer Funktion ist sie zudem Mitglied der Direktorenkonferenz der Arbeitsgemeinschaft der Landesmedienanstalten (DLM), der Kommission für Zulassung und Aufsicht (ZAK) und der Kommission für Jugendmedienschutz (KJM).
Zur Bremischen Landesmedienanstalt gehört auch ein Medienrat, dessen ehrenamtliche Mitglieder von Institutionen und Verbänden des Landes Bremen – darunter u. a. Parteien, Kirchen, Arbeitnehmer-, Handels- und Handwerkskammer, Landessportbund, dju und DJV sowie Bremer Rat für Integration – entsandt werden. Die Beschlüsse des Medienrats werden durch den Programmausschuss, den Medienkompetenzausschuss und den Rechts- und Finanzausschuss vorbereitet.

## Lizenzierungen
Die Bremische Landesmedienanstalt hat folgenden Rundfunkanbietern eine Sendegenehmigung zugesprochen.

### Fernsehen
- Sixx, ProSiebenSat.1 Media SE
- 17:30 Sat.1, Sat.1 Norddeutschland GmbH (als Fensterprogramm)
- RTL Regional, RTL Nord GmbH (als Fensterprogramm)
- DMF, Deutsche Musik Fernsehen GmbH & Co. KG
- 123tv (Teleshopping)[2]
- QVC (Teleshopping)[2]
- ehemalige Lizenznehmer: NBC GIGA Bremen, center.tv

### Bürgerfernsehen
- Radio Weser.TV Bremen
- Radio Weser.TV Bremerhaven

### Hörfunk
- Energy Bremen, PBR Privater Bremer Rundfunk GmbH & Co.KG
- Hit-Radio Antenne Bremen, AWE Marketing GmbH
- Radio Teddy Bremen, Radio Teddy GmbH & Co. KG
- Metropol FM, Metropol FM GmbH & Co. KG
- ehemalige Lizenznehmer: Flux FM Bremen, Plattform für regionale Musikwirtschaft GmbH

### Bürgerradio
- Radio Weser.TV Bremen
- Radio Weser.TV Bremerhaven